# ДС-А1
ДС-А1 (Днепропетровский спутник-А1) — тип космического аппарата двойного назначения, разработанный в ОКБ-586 (ныне КБ «Южное»). Стал первым из серии спутников, специально предназначенных для обнаружения и определения мощности высотных ядерных взрывов, а также для отработки методов и средств их обнаружения, а также получения данных для создания необходимой аппаратуры для спутников системы предупреждения о ракетном нападении.

## История создания
Создание спутника для обнаружения высотных ядерных взрывов было прежде всего продиктовано масштабной программой ядерных испытаний СССР и США в атмосфере и космосе. Первое ядерное испытание в космосе было проведено США 27 августа 1958 года на высоте 161 км, после чего было проведено ещё 2 взрыва на высотах 292 и 467 км. Мораторий 1958—1961 года не позволил СССР в ответ провести похожие испытания, но после того, как он был прерван, СССР 27 октября 1961 года провели сразу два высотных взрыва в рамках создания экспериментальной системы противоракетной обороны «А» на полигоне Сары-Шаган — на высотах 300 и 150 км. Испытания получили шифры соответственно «К-1» и «К-2».
Для обнаружения и изучения высотных ядерных взрывов, а также определения их мощности и района испытаний в ОКБ-586 к декабрю 1961 года была подготовлена техническая документация на специализированные спутники ДС-А1.
Одновременно с изготовлением космических аппаратов началась масштабная гонка по ядерным испытаниям в космосе, пик которых пришёлся на период с июня по ноябрь 1962 года. Испытание американской ядерной боеголовки W49 9 июля 1962 года на высоте 400 км на атолле Джонстон было зарегистрировано советским спутником Космос-5, на котором была установлена аппаратура для изучения радиационной обстановки в околоземном пространстве. Ядерный взрыв привёл к образованию мощного и обширного радиационного пояса, были повреждены или выведены из строя несколько спутников и наличие его пришлось учитывать при планировании пилотируемых полётов.
Спустя три с половиной месяца после испытания, за двое суток до третьего ядерного испытания СССР в космосе (шифр «К-3»), со стартовой площадки «Маяк-2» полигона Капустин Яр отправился в полёт первый спутник серии ДС-А1.

## Назначение
Задачами КА являлись:
- изучение уровня естественного радиационного фона в околоземном космическом пространстве
- исследование излучений, возникающих при ядерных взрывах на больших высотах
- отработка методов и средств обнаружения высотных ядерных взрывов, получение данных для создания необходимой аппаратуры для их обнаружения и анализа
- определение концентрации ионов и изучение распространения радиоволн в ионосфере.

Постановщиком экспериментов по исследованию ионосферы стали:
- Институт земного магнетизма, ионосферы и распространения радиоволн АН СССР (ныне - ИЗМИРАН;
- Институт прикладной геофизики АН СССР (ныне Институт прикладной геофизики им. Академика Е. К. Фёдорова;
- Институт физики Земли (ныне Институт физики Земли им. О. И. Шмидта);
- НИИ ядерной физики им. Д. В. Скобельцына МГУ.

## Техническое описание
Космический аппарат ДС-А1 разработан на основе платформы аппарата ДС-1 с максимальной унификацией узлов и деталей. Корпус космического аппарата представлял собой две полусферы диаметром 800 мм, соединённые между собой цилиндрической проставкой. На нижней полусфере размещён блок химических батарей разработки Всесоюзного научно-исследовательского института источников тока (ныне НПО «Квант») и радиопередатчик «Маяк-02» Е-177-2. В качестве аппаратуры командной радиолинии использовалась аппаратура БКРЛ-ЭМ, которая, начиная с космического аппарата ДС-А1 № 2, была заменена более совершенной модификацией БКРЛ-2Д.
Аппаратный комплекс космического аппарата включал в себя:
- Комплекс ЛЗ для обнаружения и исследования фотонных пакетов в составе:

 — широковолновой интенсиметр гамма-излучения ЛЗ-1
 — интенсиметр рентгеновского излучения ЛЗ-3Р
 — счётчик фотонных пакетов гейгеровского типа ЛЗ-3
 — счётчик фотонных пакетов по энергетическим уровням ЛЗ-4
- Аппаратура КС-21 для изучения состава и энергетического спектра ионизирующих излучений в радиационных поясах Земли в составе:

 — прибор НФ
 — прибор ВНФ
- Комплекс «Альбатрос» для исследования ионизирующих излучений в составе:

 — радиометр РИГ-01
 — гамма-спектрометр РИГ-104
 — гамма-спектрометр РИГ-105
 — радиометр нейтронов РИГ-404
 — бета-спектрометр РИГ-202
- Счётчик нейтронов ИКД-62 для регистрации потоков нейтронов в широком диапазоне энергий.

Космические аппараты с порядковыми номерами 1, 2, 3 и 4 были изготовлены в ОКБ-586. Спутники № 5, 6 и 7 были изготовлены на Пермском машиностроительном заводе им. Ленина по технической документации и с привлечением инженеров ОКБ-586.

## История запусков
Всего было произведено семь запусков космических аппаратов типа ДС-А1. Три из них были неудачными из-за аварий ракеты-носителя:
| № | Обозначение | Дата запуска | Межд. обознач. | Ракета-носитель | Параметры орбиты                       | Параметры орбиты                       | Параметры орбиты                       | Сведён с орбиты/разрушен               |
| № | Обозначение | Дата запуска | Межд. обознач. | Ракета-носитель | Перигей, км                            | Апогей, км                             | Наклонение,°                           | Сведён с орбиты/разрушен               |
| - | ----------- | ------------ | -------------- | --------------- | -------------------------------------- | -------------------------------------- | -------------------------------------- | -------------------------------------- |
| 1 | Космос-11   | 20.10.1962   | 1962-056A      | 63С1            | 245,0                                  | 921,0                                  | 49,0                                   | 28.10.1962                             |
| 2 | Космос-17   | 22.05.1963   | 1963-017A      | 63С1            | 260,0                                  | 788,0                                  | 49,0                                   | 30.05.1963                             |
| 3 | Не получил  | 22.08.1963   | —              | 63С1            | Авария 1-й ступени РН                  | Авария 1-й ступени РН                  | Авария 1-й ступени РН                  | Авария 1-й ступени РН                  |
| 4 | Не получил  | 24.10.1963   | —              | 63С1            | Авария 2-й ступени РН на 353-й секунде | Авария 2-й ступени РН на 353-й секунде | Авария 2-й ступени РН на 353-й секунде | Авария 2-й ступени РН на 353-й секунде |
| 5 | Космос-53   | 30.01.1965   | 1965-006A      | 63С1            | 227,0                                  | 1192,0                                 | 48,8                                   | 09.02.1965                             |
| 6 | Не получил  | 20.02.1965   | —              | 63С1            | Авария 1-й ступени РН на 64-й секунде  | Авария 1-й ступени РН на 64-й секунде  | Авария 1-й ступени РН на 64-й секунде  | Авария 1-й ступени РН на 64-й секунде  |
| 7 | Космос-70   | 02.07.1965   | 1965-052A      | 63С1            | 229,0                                  | 1154,0                                 | 48,8                                   | 12.07.1965                             |

## Результаты исследований
Были решены задачи обнаружения и определения мощности и района высотных ядерных взрывов. Результаты работы спецаппаратуры были использованы при разработке аппаратуры обнаружения ядерных взрывов из космоса. В США подобная аппаратура отрабатывалась в 1963-64 гг. на спутниках типа «Вела Хоутел», работавших на гораздо более высоких околокруговых орбитах высотой порядка 100—200 тыс. км над Землёй.